# Caligo agamemnon
Caligo agamemnon är en fjärilsart som beskrevs av Gustav Weymer och Maasen 1890. Caligo agamemnon ingår i släktet Caligo och familjen praktfjärilar. Inga underarter finns listade i Catalogue of Life.